# Чорний Ташлик
Чорний Ташлик — річка в Україні, в межах Новоукраїнського, Добровеличківського і Вільшанського районів Кіровоградської області та Первомайського району Миколаївської області. Ліва притока Синюхи (басейн Південного Бугу).  

## Опис річки
Довжина 135 км. Площа басейну 2 387 км². Ширина у верхній течії 7—10 м, у пониззі до 23 м. Долина переважно коритоподібна, ширина до 6 км, глибина до 100—120 м. Заплава завширшки до 200 метрів. Річище помірно звивисте (у пониззі дуже звивисте), завширшки пересічно 20 м. Похил річки 0,81 м/км. Територія басейну підвищена, абсолютні висоти досягають 220 м, відносно слабо розчленована балками і ярами. Глибина розчленування поверхні становить 140—210 м. Балки, як правило, довгі, вторинні форми рельєфу виражені слабо, що вказує на менш активну інтенсивність розвитку ерозійних процесів. Води річки використовуються на зрошення. Зведено чимало ставків.

## Розташування
Річка пливе теренами Придніпровської височини. Бере початок на північно-східній стороні від села Іванівки (колишня назва Іванівка Домбровського). Тече переважно на південний захід  через Далеке та Захарівку. У пониззі тече переважно на захід. Впадає до Синюхи на північний захід від села Калмазове.

## Основні притоки
Ташлик, Помічна, Грузька (ліві); Плетений Ташлик (права).

Чорний Ташлик. Село Лиса Гора

## Опис навколишнього середовища

### Рослинний світ
Навколишнє середовище річки Чорний Ташлик представлене сильно змінинеми формаціями різнотравно-кострицево-ковилових степів. Вони розповсюджені на пасовищних ділянках, на схилах річкової долини та байраків. Трапляються невеликі байрачні ліси з насадженнями дубу, бересту, клену татарського. В заплаві річки та по днищах байраків розташовані зарості очерету звичайного. Природна рослинність займає приблизно 3,4% від загальної площі басейну. Прируслова частина долини місцями вкрита заплавними лісами, у деревостані яких переважає тополя біла, вільха клейка, верба ламка. Нижній ярус каньйону річки, тальвеги та схили балок зайняті наскельними дібровами. У складі цих низькобонітетних дерево-чагарникових рідколісь відзначені дуб звичайний, берест, липа серцелиста, ясен звичайний, яблуня рання, груша звичайна, клен татарський і польовий, глід оманливий, калина цілолиста, бруслина бородавчаста та європейська, терен степовий. У трав'яному покриві переважають яглиця звичайна, бугила лісова, тонконіг дібровний; рідше купина лікарська, конвалія звичайна, шоломниця висока, фіалка.

### Тваринний світ
Фауна басейну річки включає широкі комплекси розповсюджених та звичайних (еврибіотичних та політопно-степових), степових, степово-чагарникових, чагарниково-узлісних видів. Менше представлені типово-лучні, кам'янисто-степові, лісові та болотяні. 
Загальний фон безхребетних басейну річки Чорний Ташлик складений переважно комахами, павуками та наземними черевоногими молюсками. Комахи представлені в фоні 180—230 видами. Як наслідок постійного випасання худоби, сінокосіння, розорювання основних рівнинних ділянок та інших форм господарської діяльності, відбувається збіднення складу типово степових груп та зникнення значної кількості видів. Крім загального стану фауни певне значення має наявність та стан цінних видів. У порівнянні з іншими місцевостями обсяг та склад таких видів тут невеликі, але трапляються види, які занесені до Червоної книги України та Європи. 
Герпетофауна представлена мідянкою, лісовим полозом (занесений до Червоної книги України), зеленою ящіркою, водяним вужем та болотяною черепахою. Птахів налічується до 119 видів, ссавців — 29 видів. 
Батрахофауна представлена 10 видами. Більшість з них за походженням належить до середньоєвропейської групи. Шість видів земноводних включені до регіонального списку рідкісних видів фауни Миколаївської та Кіровоградської областей: кумка звичайна, жаба гостроморда, жаба трав'яна, ропуха звичайна, тритон звичайний, тритон гребінчастий.

## Населені пункти
Над Чорним Ташликом лежать: місто Новоукраїнка, а також такі села: Новоолександрівка, Піщаний Брід, Любомирка, Лиса Гора та інші. Неподалік — місто Помічна. 
- Над правою притокою — Плетеним Ташликом — лежить велике село Плетений Ташлик, а над його притокою — село Злинка, біля якого розташоване знамените урочище «Каскади».